# Perttu Hyvärinen
Pour les articles homonymes, voir Hyvärinen.
Perttu Hyvärinen est un fondeur finlandais, né le 5 juin 1991 à Kuopio. Il est spécialiste des courses de distance.

## Biographie
Il prend part à ses premières compétitions de la FIS lors de la saison 2008-2009, où il décroche sa première victoire importante, au Festival olympique de la jeunesse européenne à Szczyrk en gagnant le dix kilomètres libre. En 2010, il se classe notamment neuvième du dix kilomètres classique aux Championnats du monde junior à Hinterzarten, puis est inclus dans le relais de Lahti, comptant pour la Coupe du monde. En 2011, il remporte trois médailles de bronze aux Championnats du monde junior à Otepää, sur le dix kilomètres libre, la poursuite et le relais.
Il dispute sa première épreuve individuelle de Coupe du monde en mars 2011 à Lahti. Il est sélectionné régulièrement au plus haut niveau à partir de la saison 2014-2015 où il participe au Tour de ski puis aux Championnats du monde de Falun, où termine 25e du quinze kilomètres libre. Il marque ses premiers points dans la Coupe du monde en janvier 2016 avec une 24e place à Nové Město. En ouverture de la saison suivante, il améliore ce résultat avec une quinzième place au quinze kilomètres classique à Ruka.
Aux Jeux olympiques d'hiver de 2018, à Pyeongchang, son meilleur résultat individuel est 27e du cinquante kilomètres classique et obtient la quatrième place au relais. En 2019, son meilleur résultat est 19e sur le quinze kilomètres classique des Championnats du monde de Seefeld.
Lors de la saison 2019-2020, le Finlandais enregistre ses meilleurs résultats en courses par étapes : treizième du Ruka Triple (Nordic Opening) et quatorzième du Tour de ski. Ensuite, il signe son meilleur résultat en Coupe du monde avec une sixième place sur la quinze kilomètres libre à Nové Město.
En préparation de la saison 2020-2021, il se blesse à la cheville, se brisant quatre ligaments, ce qui l'empêche d'obtenir des résultats comme l'hiver précédant.
En janvier 2021, il monte sur son premier podium dans l'élite avec ses coéquipiers du relais à Lahti. Il se classe ensuite notamment dix-septième du quinze kilomètres libre aux Championnats du monde à Oberstdorf.

## Palmarès

### Jeux olympiques d'hiver
| Épreuve / Édition   | Sprint                           | Sprint    | 15 km | 15 km                            | Skiathlon 2 × 15 km | 50 km | Relais | Relais    |
| Épreuve / Édition   | libre                            | classique | libre | classique                        | Skiathlon 2 × 15 km | 50 km | Sprint | 4 × 10 km |
| JO 2018 Pyeongchang | Épreuve inexistante à cette date | —         | 33e   | Épreuve inexistante à cette date | 39e                 | 27e   | —      | 4e        |

Légende :
- : pas d'épreuve
- — : Non disputée par Hyvärinen

### Championnats du monde
| Épreuve / Édition        | Sprint                           | Sprint                           | 15 km                            | 15 km                            | Skiathlon 2 × 15 km | 50 km | Relais | Relais                   |
| Épreuve / Édition        | libre                            | classique                        | libre                            | classique                        | Skiathlon 2 × 15 km | 50 km | sprint | 4 x 10 km                |
| Mondiaux 2015 Falun      | Épreuve inexistante à cette date | —                                | 25e                              | Épreuve inexistante à cette date | —                   | —     | —      | —                        |
| Mondiaux 2017 Lahti      | —                                | Épreuve inexistante à cette date | Épreuve inexistante à cette date | —                                | 30e                 | 44e   | —      | —                        |
| Mondiaux 2019 Seefeld    | —                                | Épreuve inexistante à cette date | Épreuve inexistante à cette date | 19e                              | 22e                 | 42e   | —      | 4e                       |
| Mondiaux 2021 Oberstdorf | Épreuve inexistante à cette date | —                                | 17e                              | Épreuve inexistante à cette date | —                   | 32e   | —      | 6e                       |
| Mondiaux 2023 Planica    | Épreuve inexistante à cette date |                                  |                                  |                                  |                     |       |        | Médaille d'argent, monde |

Légende :
- : pas d'épreuve
- — : Non disputée par Perttu Hyvärinen

### Coupe du monde
- Son meilleur classement général est une 23e place, obtenue en 2020.
- Son meilleur résultat sur une épreuve individuelle est une 6e place.
- 1 podium en épreuve par équipes : 1 deuxième place.
- 1 podium en épreuve par équipes mixte : 1 deuxième place .

#### Courses par étapes
- Tour de Ski :
  - 1 podium d’étape dont 1 victoire.

##### Liste des victoires d'étape
| Date             | Lieu    | Pays   | Compétition | Discipline |
| ---------------- | ------- | ------ | ----------- | ---------- |
| 31 décembre 2023 | Toblach | Italie | Tour de Ski | 10km TC    |

Légende :

TC = classique

TL = libre

SP = sprint

MS = départ en masse

H = départ avec handicap

#### Classements en Coupe du monde
| Saison / Épreuve | Saison / Épreuve | Général | Général | Distance | Distance | Sprint | Sprint |
| Saison / Épreuve | Saison / Épreuve | Class.  | Points  | Class.   | Points   | Class. | Points |
| ---------------- | ---------------- | ------- | ------- | -------- | -------- | ------ | ------ |
| 2016             | 2016             | 133e    | 8       | 84e      | 8        | -      | -      |
| 2017             | 2017             | 67e     | 89      | 51e      | 65       | 90e    | 4      |
| 2018             | 2018             | 122e    | 13      | 81e      | 13       | -      | -      |
| 2019             | 2019             | 103e    | 25      | 65e      | 25       | -      | -      |
| 2020             | 2020             | 23e     | 364     | 17e      | 249      | 87e    | 3      |
| 2021             | 2021             | 55e     | 86      | 40e      | 68       | -      | -      |

### Championnats du monde junior
En 2011 à Otepää, il obtient la médaille de bronze au 10 km libre, à la poursuite 20 km et au relais.

### Universiades
- Médaille de bronze du relais en 2013 au Trentin.

### Festival olympique de la jeunesse européenne
- Médaille d'or sur dix kilomètres libre en 2009 à Szczyrk.
- Médaille de bronze sur 7,5 kilomètres classique en 2009.

### Championnats de Finlande
- Champion sur quinze kilomètres classique en 2020.